# اندیس دهان سیاهو
دهان سیاهو یک اندیس فلزی است که در حوالی شهر پرنگ استان خراسان قرار دارد و مادهٔ معدنی موجود در آن، منیزیت است.  